# A Western Governor's Humanity
A Western Governor's Humanity è un cortometraggio muto del 1915 scritto, diretto e interpretato da Romaine Fielding.

## Produzione
Il film, in tre bobine, fu prodotto dalla Lubin Manufacturing Company. Venne girato in Arizona, a Phoenix.

## Distribuzione
Distribuito dalla General Film Company, il cortometraggio uscì nelle sale cinematografiche USA il 3 novembre 1915.